# Kadokan
Kadokan is een bestuurslaag in het regentschap Sukoharjo van de provincie Midden-Java, Indonesië. Kadokan telt 4627 inwoners (volkstelling 2010).